# Bautasteine von Børsa
Die Bautasteine von Børsa in der Gemeinde Skaun in der Fylke Trøndelag in Norwegen wurden um 1770 vom Historiker Gerhard Schøning (1722–1780) vermessen und beschrieben.

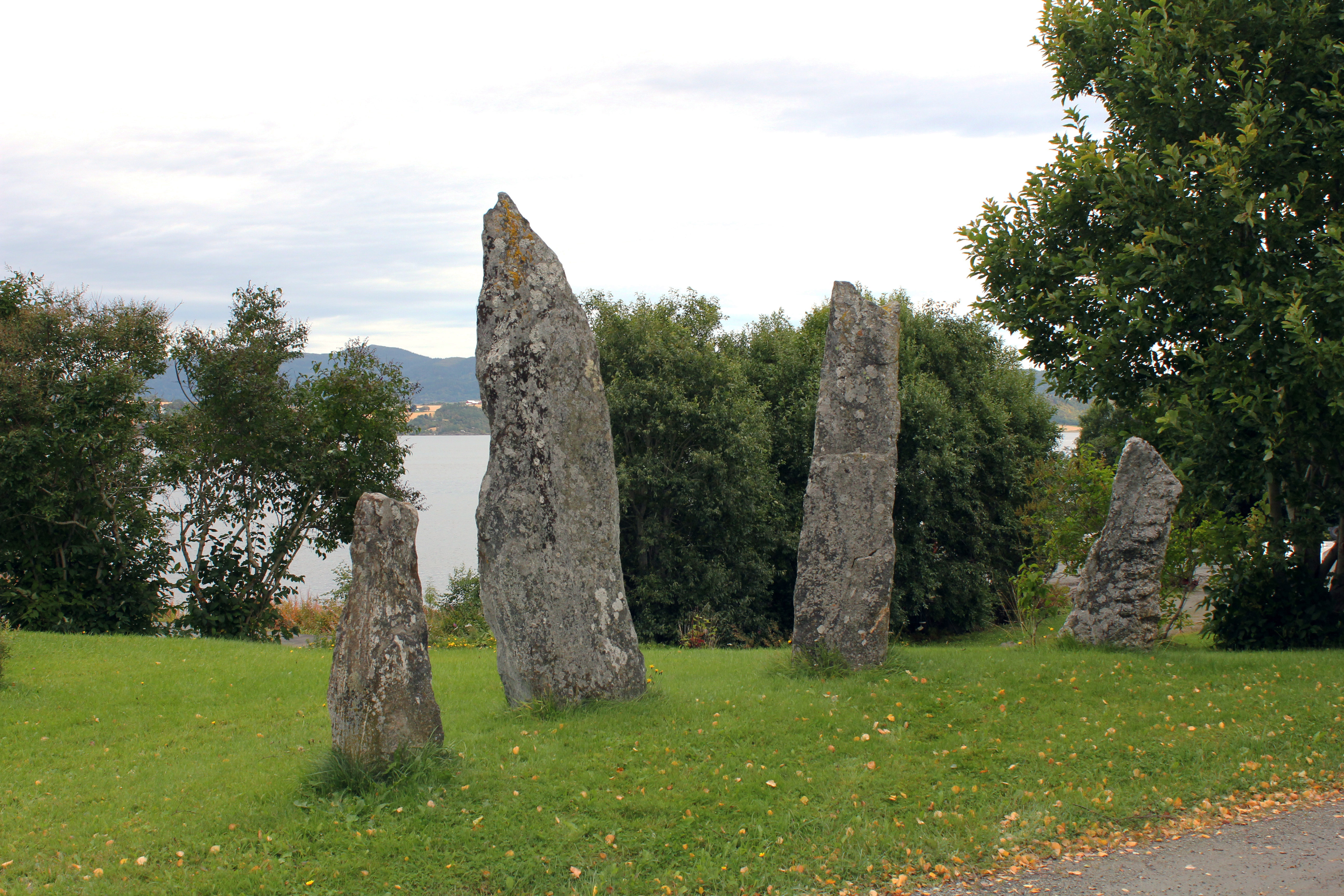
Bautasteine von Børsa

Er fand drei Bautasteine in einer Reihe am Meer, von denen zwei standen und einer lag. Er scheint keine weiteren Untersuchungen durchgeführt zu haben. Im Jahr 1815 stieß L. Klüver auf fünf Steine, die in zwei versetzten Reihen standen, drei in der ersten Linie und zwei in der anderen. Höhe und Dicke waren, wie von Schøning beschrieben. Das Meer hatte dann so viel von der Küste ausgewaschen, dass die eisenzeitlichen Steine versanken. Sie wurden später von der Küste geholt und vier an der Straße Naustmælen aufgestellt.